# Metagonia beni
Metagonia beni är en spindelart som beskrevs av Huber 2000. Metagonia beni ingår i släktet Metagonia och familjen dallerspindlar. Inga underarter finns listade i Catalogue of Life.